# レオン・ウア
レオン・ウア（Léon Houa、1867年11月8日 - 1918年1月31日）は、ベルギー、リエージュ出身の元自転車競技（ロードレース）選手。

## 来歴
1892年に開始され、現存する自転車ロードレース大会としては最も古い歴史を有する、リエージュ〜バストーニュ〜リエージュの初代優勝者。その後同レースでは3連覇を達成した。また、ベルギー選手権ロードレースを1893年（アマ部門）と1894年（プロ部門）に制した。
1892年
- リエージュ〜バストーニュ〜リエージュ 優勝

1893年
- リエージュ〜バストーニュ〜リエージュ 優勝
- ベルギー選手権 アマチュア・ロードレース 優勝

1894年にプロ転向。その後1896年まで活動。
- リエージュ〜バストーニュ〜リエージュ 優勝
- ベルギー選手権 プロ・ロードレース 優勝